# Brodečka
Brodečka är ett vattendrag i Tjeckien.   Det ligger i regionen Olomouc, i den östra delen av landet, 220 km öster om huvudstaden Prag.